# Leichtathletik-Weltmeisterschaften 2022/Teilnehmer (Malediven)
| Goldmedaillen | Silbermedaillen | Bronzemedaillen |
| ------------- | --------------- | --------------- |
| –             | –               | –               |

Der Leichtathletikverband der Malediven meldete einen Athleten für die Leichtathletik-Weltmeisterschaften 2022 in Eugene.

## Ergebnisse

### Männer

#### Laufdisziplin
| Athlet       | Disziplin | Qualifikation | Qualifikation | Vorlauf | Vorlauf | Halbfinale | Halbfinale | Finale | Finale |
| Athlet       | Disziplin | Zeit          | Platz         | Zeit    | Platz   | Zeit       | Platz      | Zeit   | Platz  |
| ------------ | --------- | ------------- | ------------- | ------- | ------- | ---------- | ---------- | ------ | ------ |
| Hassan Saaid | 100 m     | 10,77 s       | 14            | 10,83 s | 54      | DNQ        | DNQ        | –      | –      |